# OBA Market
OBA Market LLC ist ein in Aserbaidschan ansässiges Netzwerk benachbarter Geschäfte. Das Unternehmen verfügt (Stand April 2021) über mehr als 1000 Geschäfte im ganzen Land.

## Geschichte
Die OBA Market LLC, die zur Unternehmensgruppe Veyseloglu gehört, trat 2016 mit einem neuen Geschäftskonzept in den Einzelhandelsmarkt in Aserbaidschan ein. Das Hauptziel des Netzwerks ist es, den Kunden den täglichen Bedarf zum niedrigstmöglichen Preis und in hoher Qualität zu bieten.
Seit 2020 hat die LLC die Anzahl der Sortimente vervielfacht und verkauft ihre eigenen Marken (PL-Private Label) sowie lokale und ausländische Marken. Mit den ab 2020 vorgenommenen Änderungen wurde das Rabattmodell verlassen und in das benachbarte Marktmodell aufgenommen.

## Logo
Das Unternehmen wurde umbenannt und führte 2020 ein neues Logo ein. Das neue „OBA“-Logo besteht aus drei Komponenten: dem „OBA“-Logo, der grünen Uniform und dem gelben Bestand. Die Hauptfarbe von „OBA“ Market LLC ist grün. Andere Farben des Logos machen die Ziele klarer und verständlicher. Grün steht für Entwicklung, Gesundheit, Natur, Frische und Großzügigkeit, die typisch für „OBA-Märkte“ sind, Gelb steht für Freundschaft, Glück und Optimismus und Weiß für die Reinheit und Reinheit, mit der das Wort „OBA“ geschrieben wird.